# Petters Erik
Petters Erik Edvard Eriksson, född 3 oktober 1899 i Nedre Gärdsjö, Rättviks församling, Kopparbergs län, död 2 april 1976 i Backa, Rättviks församling, Kopparbergs län, var en svensk spelman. Han var med vid bildandet av Rättviks spelmanslag 1944 och var kassör där fram till 1973. Har haft stort inflytande på spelmansmusiken i Rättvik.

## Biografi
Petters Erik hade en stor repertoar och lärde låtar från sin morfar Ollas Per Persson (1836–1922), och sin farbror Petters Hans Eriksson, kallad ”Filén” (1880–1960). Morfadern trallade låtarna och var noggrann med att få med alla drillar och prydnadsfigurer. Erik spelade ihop med farbrodern i samband med skogsarbete och på bröllop. En beundrad spelman var Anders Rehn (1874–1952) Nedre Gärdsjö, men många andra goda spelmän fanns i byarna kring både Gärdsjö och Backa.
Petters Erik var kalkbruksarbetare och murare, men hade trots det grova arbetet en väldigt fin fiolteknik. Hans spel kan beskrivas som lågmält men uttrycksfullt och stilrent. Han spelade ovanligt långsamt. Hans dotter Svea gifte sig med spelmannen Päkkos Gustaf, Bingsjö, och Erik spelade ofta med Gustaf.
Petters Erik erövrade Zornmärket i silver 1948, och erhöll Zorns guldmärke 1967.

## Diskografi
14 låtar, inspelade av Matts Arnberg, Sveriges Radio, 1957 (6 st) och 1972 (8 st)
- 1974 – Låtar från Blecket och Gärdsjö. SR Records RELP 1207
- 1996 – Låtar från Rättvik, Boda & Bingsjö. Caprice CAP 22044

1 låt inspelad av Märta Ramsten, Svenskt visarkiv, 1968
- 1982 – Prillarhorn och knaverharpa. Caprice CAP 1233
- 1996 – Prillarhorn och knaverharpa. Caprice CAP 21484

1 låt inspelad av Sven E. Svensson, Uppsala universitet, 1958
- 2003 – Fiddle tunes from Rättvik, Boda and Bingsjö. Hurv KRCD 34. 2003